# Франо Селак
Франо Селак или Фране Селак е хърватин, известен с честите си сблъсъци със смъртта. Описват го или като човека с най-много, или най-малко късмет.
Срещите на Селак със смъртта, от които се измъква на косъм, започват през януари 1962, когато се вози на влак с маршрут през студен и дъждовен каньон, след което се откача от релсите и катастрофира в река. Неизвестен извършител издърпва Селак към безопасността, докато 17 други пътници се давят. През следващата година, по време на своя първи и последен самолетен полет, той пада от самолета поради неизправност при една от вратите и се приземява в купа сено. Въздушното превозно средство се разбива, като взема 19 жертви със себе си. Три години по-късно автобус, на който се вози, изхвърчава от пътя и пада в една река, отнемайки живота на четирима пътника. Селак изплувал на брега, като избегнал инцидента само с няколко порязвания и синини.
През 1970 г. колата му се запалва по време на шофиране и той успява да избяга, преди резервоарът за гориво да се взриви. Три години по-късно, при друг инцидент при шофиране, двигателят на автомобила му е залят с горещо масло от неизправна горивна помпа, което предизвиква изстрелване на пламъци през вентилационните отвори. При този инцидент косата на Селак е напълно изпепелена, но иначе той не е пострадал. През 1995 г. е блъснат от автобус в Загреб, но получава само леки наранявания. През 1996 г. избягва челен сблъсък с камион на ООН на планински завой, като се забива в мантинелата. Селак не е бил с предпазен колан и е изхвърчал от колата, като се е хванал за клон на дърво, докато е наблюдавал как автомобилът му пада от 300 метра. Два дни след 73-ия си рожден ден Селак печели 900 000 евро от лотарията. По време на печалбата си той също така се оженил за пети път. Макар че с печалбата си купува две къщи и лодка, през 2010 г. решава да раздаде по-голямата част от останалите пари на роднини и приятели, след като решава да води пестелив начин на живот.
Нито една от срещите със смъртта на Селак никога не е била независимо потвърдена и понякога някои от разказите му са непоследователни. Умира на 87 години.

## Препратки
1. ↑  Goos, Hauke (16 June 2003). "Stirb langsam" [Die Hard]. Der Spiegel (in German). Посетено 24 April 2014.
2. ↑  Hough, Andrew. Frano Selak: 'world's luckiest man' gives away his lottery fortune //   The Telegraph, 14 May 2010. Посетен на 9 March 2014.
3. ↑  PlaneCrashInfo.com listing for all crashes worldwide in 1963
4. ↑  Bureau of Aircraft Accidents Archives search for crashes in Croatia in 1963 Архив на оригинала от май 6, 2014 в Wayback Machine.
5. ↑  Aviation Safety Network search for all plane crashes in Croatia Архив на оригинала от октомври 15, 2013 в Wayback Machine.
6. ↑  Hough, Andrew. Frano Selak: 'world's luckiest man' gives away his lottery fortune //   The Telegraph, 14 May 2010. Посетен на 9 March 2014.
7. ↑  Goos, Hauke. Stirb langsam //  Der Spiegel.   16 June 2003. Посетен на 24 April 2014.
8. ↑  Hough, Andrew. Frano Selak: 'world's luckiest man' gives away his lottery fortune //   The Telegraph, 14 May 2010. Посетен на 9 March 2014.
9. ↑  Hough, Andrew. Frano Selak: 'world's luckiest man' gives away his lottery fortune //   The Telegraph, 14 May 2010. Посетен на 9 March 2014.
10. ↑  Hough, Andrew. Frano Selak: 'world's luckiest man' gives away his lottery fortune //   The Telegraph, 14 May 2010. Посетен на 9 March 2014.
11. ↑  Goos, Hauke. Stirb langsam //  Der Spiegel.   16 June 2003. Посетен на 24 April 2014.
12. ↑  Hough, Andrew. Frano Selak: 'world's luckiest man' gives away his lottery fortune //   The Telegraph, 14 May 2010. Посетен на 9 March 2014.
13. ↑  Delauney, Guy. #BBCtrending: Is the 'world's luckiest man' being exploited? //   14 May 2014. Посетен на 30 April 2022.
14. ↑  . Littlechild, Chris. Luckiest Or Unluckiest Man In The World? //   20 August 2018. Посетен на 30 April 2022.
15. ↑  . Littlechild, Chris. Luckiest Or Unluckiest Man In The World? //   20 August 2018. Посетен на 30 April 2022.
16. ↑  Supruga loto milijunaša: 'Svima je pomogao, a umro je razočaran!' //   Посетен на 2021-11-14.
17. ↑  Vejnović, Saša. Oni su čudom preživjeli zrakoplovne nesreće: Otkrivamo koje je najsigurnije mjesto u avionu //  Dnevnik.hr.   Nova TV (Croatia), 30 November 2016. Посетен на 28 November 2021.

|  | Тази страница частично или изцяло представлява превод на страницата Frano Selak в Уикипедия на английски. Оригиналният текст, както и този превод, са защитени от Лиценза „Криейтив Комънс – Признание – Споделяне на споделеното“, а за съдържание, създадено преди юни 2009 година – от Лиценза за свободна документация на ГНУ. Прегледайте историята на редакциите на оригиналната страница, както и на преводната страница, за да видите списъка на съавторите. ВАЖНО: Този шаблон се отнася единствено до авторските права върху съдържанието на статията. Добавянето му не отменя изискването да се посочват конкретни източници на твърденията, които да бъдат благонадеждни. |